# Fosfofruktokinaza
Fosfofruktokinaza je kinazni enzim koji fosforilizuje fruktozu 6-fosfat tokom glikolize.
Enzimski katalizovani transfer fosforil grupe sa ATP je važna reakcija u mnoštvu raznovrsnih bioloških procesa. Jedan od enzima koji koriste tu reakciju je fosfofruktokinaza (PFK), koja katalizuje fosforilaciju fruktoza-6-fosfata do fruktoza-1,6- bisfosfata, što je ključni regulatorni korak u glikolitičkom putu. PFK se javlja kao homotetramer kod bacterija i sisara (pri čemu svaki monomer poseduje 2 slična domena) i kao oktomer kod kvasca (gde postoje 4 alfa- (PFK1) i 4 beta-lanca (PFK2), oni poput monomera sisara poseduju 2 slična domena). Ovaj protein može da koristi morfeinski model alosterne regulacije.
Postoje dva tipa ovog enzima:
| Tip                 | Sinonimi                             | EC broj      | Supstrat          | Produkt                | Podjedinični geni              |
| ------------------- | ------------------------------------ | ------------ | ----------------- | ---------------------- | ------------------------------ |
| Fosfofruktokinaza 1 | 6-fosfofruktokinaza fosfoheksokinaza | ЕЦ 2.7.1.11  | Fruktoza 6-fosfat | Fruktoza-1,6-bisfosfat | PFKL, PFKM, PFKP               |
| Fosfofruktokinaza 2 | 6-fosfofrukto-2-kinaza               | ЕЦ 2.7.1.105 | Fruktoza 6-fosfat | Fruktoza 2,6-bisfosfat | PFKFB1, PFKFB2, PFKFB3, PFKFB4 |

## Spoljašnje veze
- Phosphofructokinases на 